# Echinococcosis
Az Echinococcosis parazitás betegség, amelyet az Echinococcus parazita okoz. A betegség két típusa fordulhat elő emberekben: cisztás echinococcosis és alveolaris echinococcosis. A betegség két kevésbé gyakori formája a polycisztás echinococcosis és az unicisztás echinococcosis. A betegség gyakran tünetek megjelenése nélkül kezdődik és évekig tünetmentes maradhat. A tünetek, amelyek végül megjelennek, a ciszták méretétől és lokalizációjától függnek. Az alveolaris betegség rendszerint a májban kezdődik, de a szervezet más részeibe, például a tüdőbe vagy az agyba is átterjedhet. Ha a betegség a májat érinti, hasi fájdalom, súlyvesztés, és sárgaság utalhatnak a fertőzésre. A tüdőben lokalizált betegség általában mellkasi fájdalmat, légszomjat és köhögést okoz.
A betegség fertőzött állattal való közvetlen kapcsolat útján, illetve olyan étel vagy víz fogyasztásával terjed, amely tartalmazza a féreg petéit. A peték a fertőzött húsevő állatok ürülékével kerülnek a szabadba. Kutyák, rókák és farkasok a leggyakrabban megfertőződött állatok. Ezek az állatok úgy fertőződnek meg, hogy megeszik juhok vagy rágcsálók olyan szerveit, amelyek tartalmazzák a fertőzött cisztákat. Az emberben előforduló betegség típusa attól fugg, melyik Echinococcus okozta a fertőzést. A diagnózis általában ultrahang útján történik, bár komputertomográfia (CT) vagy Mágnesesrezonancia-képalkotás (MRI) is használatos. A vérből a kórokozó ellen termelt antitestek mutathatók ki, valamint biopszia is hasznos lehet a diagnosztikában.
A cisztás betegséget a vélhetően fertőzött kutyák kezelésével és a juhok védőoltásával lehet megelőzni. A kezelés gyakran nehézkes. A cisztás betegséget a bőrön keresztül lecsapolják, majd gyógyszerrel kezelik. Ezt a betegségtípust néha csak megfigyelik. Az alveoralis betegség kezelésére gyakran sebészi beavatkozásra van szükség, amelyet gyógyszeres kezelés követ. A gyógyszer, az albendazol szedése akár évekig is indokolt lehet. Az alveolaris betegség halált okozhat.
A betegség a világ legtöbb részén előfordulhat és jelenleg mintegy egy millió ember érintett. Dél-Amerika, Afrika es Ázsia egyes népcsoportjai között akár a közösség 10%-a is érintett lehet. A betegség 2010-ben mintegy 1200 halálesetet okozott, amely csökkent az 1990-ben számolt 2000-hez képest. A betegség gazdasági költségét évi 3 milliárd amerikai dollárra becsülik. A betegség egyéb állatokat, így sertést, marhát és lovakat is érinthet.